# Dolomedes horishanus
Dolomedes horishanus là một loài nhện trong họ Pisauridae.
Loài này thuộc chi Dolomedes. Dolomedes horishanus được Kyukichi Kishida miêu tả năm 1936.